# Lysiosquilla tredecimdentata
Lysiosquilla tredecimdentata is een bidsprinkhaankreeftensoort uit de familie van de Lysiosquillidae. De wetenschappelijke naam van de soort is voor het eerst geldig gepubliceerd in 1941 door Holthuis.